# Stembrido
Lo stembrido o ibrido cellulare staminale (il nome deriva dall'inglese Stembrid, contrazione di stem cell hybrid) è una cellula eucariota prodotta inserendo il nucleo di una cellula somatica in una cellula staminale embrionale anucleata.

## Fonti
- Le Scienze, marzo 2008